# Bugallón (Pangasinán)
Bullagón  (Bayan ng  Bullagon), antes conocida como Salasa,   es un municipio filipino de segunda categoría, situado en la isla de Luzón y perteneciente a  la provincia de Pangasinán en la Región Administrativa de Ilocos, también denominada Región I

## Geografía
Situado en los 123° 48' 30" longitud y 16° latitud, a la orilla izquierda del río Agno Grande, próximo á su desagüe en el golfo de Lingayén, que se encuentra a unas 2 millas, su clima es templado y saludable.
A mediados del siglo XIX Salasa:

"...Tiene 910 casas, una iglesia parroquial de buena fábrica servida por un cura regular, la casa de comunidad, donde está la cárcel, y la parroquial. Hay una escuela de instrucción primaria con una dotación de los fondos de comunidad, y fuera del pueblo á muy corta distancia está el cementerio..."
Buzeta y Bravo, Tomo II, página 418 SAL

## Barangays
El municipio  de Bugallón  se divide, a los efectos administrativos, en 24 barangayes o barrios, conforme a la siguiente relación:
| - Angarián - Asinán - Bañaga - Bacabac - Bolaoén - Buenlag | - Cabayaoasán - Cayanga - Gueset - Hacienda - Laguit Centro - Laguit Padilla | - Magtaking - Pangascasán - Pantal - Anagao, Población - Polong - Portic | - Salasa - Salomague del Norte - Salomague del Sur - Samat - San Francisco - Umanday |  |

### Demografía
A mediados del siglo XIX, año de 1845,  contaba con 5.772 almas, de las cuales 1.513 contribuían con  15.130 reales de plata.

## Historia

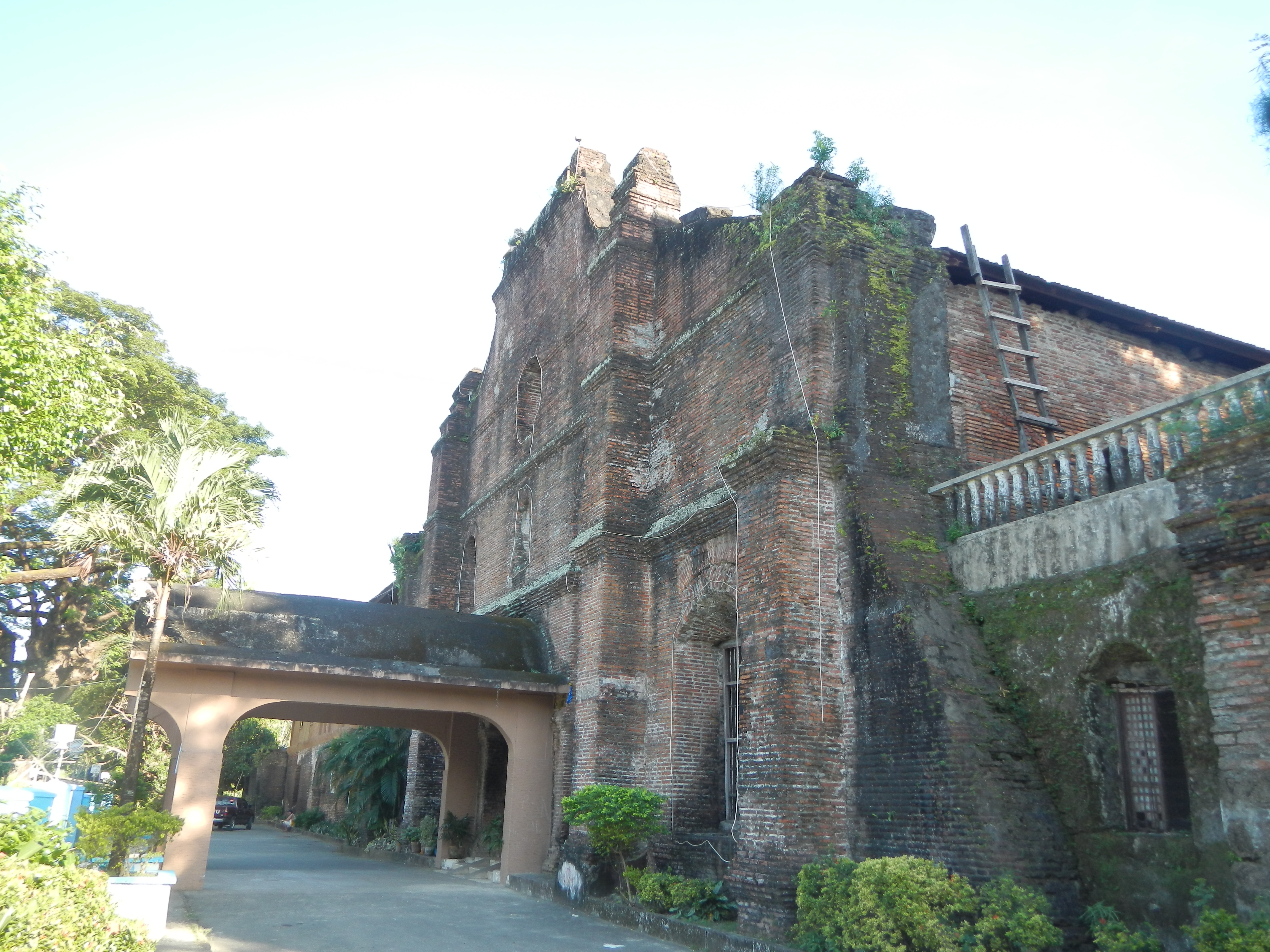
Iglesia de Nuestra Señora de Lourdes.

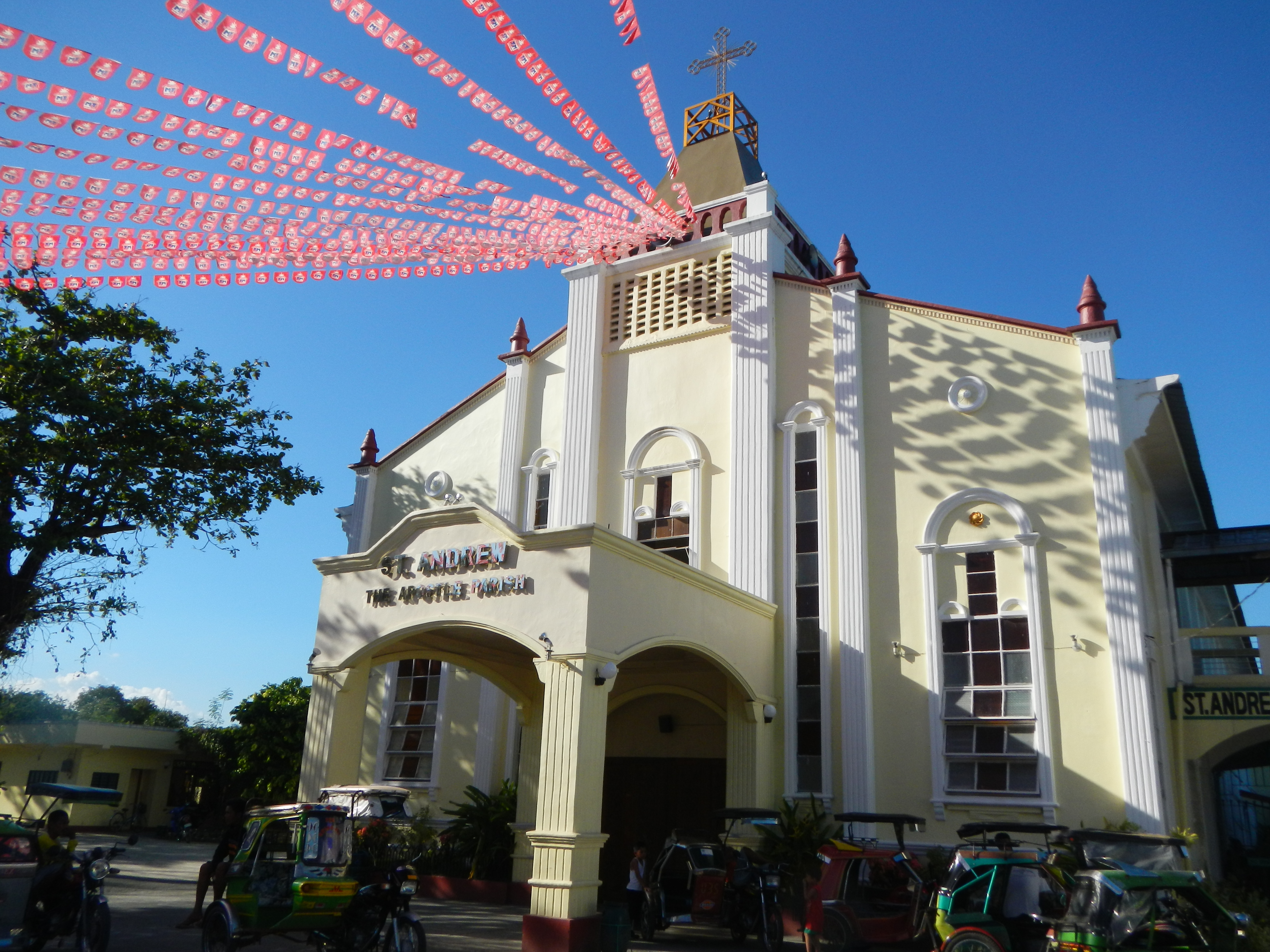
Iglesia de San Andrés.

Su primitivo nombre fuir el de Salasa, barrio donde los españoles establecieron la población del municipio.
En 1914 tras varias inundaciones la población fue trasladada al barrio de Anagao.
Sin embargo no fue posible trasladas la iglesia patrroquial católica bajo la advocación de Nuestra Señora de Lourdes, una de las más antiguas del país.
Por deste motivo se levante una nueva iglesia católica en la Población bajo la advocación de San Andrés. Esta es la razón por la Bugallon tiene dos iglesias católicas: una en Salasa y la otra en Anagao.
Fray Antonio Perez funda Salasa en 1714.
En 1720 la Población estaba en el patio de  Francisco Valencerina, sito en el barrio de Polong.
El 24 de enero  de  1734 la población fue trasladada a Salasa por el padre Fernando García, quien diseña  un entramado de calles paralelas con su Plaza, Presidencia,  iglesia y  convento.

"...SALASA; pueblo con cura y gobernadorcillo, de la isla de Luzón, prov. de Pangasinán,  diócesis de Nueva Segovia..."

"... Confina el TÉRMINO por N. con el de San Isidro, cuyo pueblo
dista 1 leg.; por N. E. con el de Lingayen, cabeza la prov., á igual distancia; por S. con el de Aguilar, que dista 1½ leg.; y por O. con el monte San Isidro, que deslinda esta prov. de Pangasinan de la de Zambales..."

Buzeta y Bravo, Tomo 2, página 418 SAL

En  1921 Salasa cambia su nombre por el de Bugallón, en homenaje al general José Torres Bugallón, cuyos restos reposan en la plaza desde el 12 de enero de 1958.